# Jewhen Kopył
Jewhen Petrowycz Kopył, ukr. Євген Петрович Копил (ur. 25 maja 1986 w Kijowie) – ukraiński piłkarz, grający na pozycji bramkarza.

## Kariera piłkarska

### Kariera klubowa
Wychowanek Szkoły Piłkarskiej nr 15 w Kijowie oraz klubu Dynamo Kijów, barwy których bronił w juniorskich mistrzostwach Ukrainy (DJuFL). Karierę piłkarską rozpoczął 15 marca 2004 w drugiej drużynie Dynama. Potem występował również w trzeciej drużynie oraz w rezerwach Dynama. Latem 2007 wyjechał do Polski, gdzie bronił barw Zagłębia Sosnowiec, a po roku Zagłębia Lubin. Na początku 2010 powrócił do Ukrainy, gdzie piłkarzem Zoria Ługańsk, ale nie rozegrał żadnego spotkania w pierwszej jedenastce i na początku 2011 przeniósł się do azerskiego klubu Xəzər Lenkoran. Potem grał w zespołach amatorskich kijowskiego obwodu, gdzie zakończył karierę piłkarza.

### Kariera reprezentacyjna
Występował w juniorskich reprezentacjach Ukrainy U-17 i U-19.